# 山岸章
山岸 章（やまぎし あきら、1929年（昭和4年）7月18日 - 2016年（平成28年）4月10日）は、日本の労働運動家。従三位。勲一等瑞宝章受章。
日本労働組合総連合会初代会長、国際郵便電信電話労働組合連盟（PTTI）会長、情報通信産業労働組合連合会委員長、全国電気通信労働組合（全電通）委員長を歴任した。

## 生い立ち
大阪市出身。行商人の子として生まれる。父親は仕事が長続きせず職を転々としていたため、幼少期は貧しい生活を送った。旧制豊岡中学の生徒だった1944年、海軍甲種予科練習生に志願し、海軍航空隊に配属された。1945年の敗戦後、父が疎開していた富山県に引き揚げ、父の実家で農作業を手伝ったり、浮遊機雷の除去に従事したりした。
1946年、金沢逓信講習所業務科に入学し、1948年に卒業すると、富山県の郵便局に勤務した。

## 労働運動に入る
1949年から労働運動に参加するようになり、全逓信従業員組合（全逓）の民主化同盟（民同）派の活動家として、日本共産党系の組合員と激しく対立した。同年、逓信省が郵政省と電気通信省に分かれると、全逓も全逓信労働組合（全逓）と全国電気通信労働組合（全電通）に分かれることとなった。山岸は全電通に所属し、1950年に全電通富山県支部書記長となった。
1951年、大阪中央電報局（現：NTTテレパーク堂島第三ビル）に転勤になったのを期に、活動の場所を大阪に移し、1953年には全電通大阪電信支部書記長、翌年には全電通近畿地方本部執行委員、さらに翌年には全電通中央本部執行委員と、全電通内部で順調に昇進していった。
しかし1957年、大阪中央電報局で機械化に伴う人員整理が問題化したため大阪に戻り、全電通大阪電信支部書記長（翌年に委員長）として事態の解決にあたった。以後、大阪で全電通の指導者として日本電信電話公社（電電公社）の合理化問題に取り組み、機械化で不要になった電話交換手を解雇ではなく配置転換とするよう、電電公社側と粘り強く交渉を続けた。
1967年に全電通中央本部に復帰し、1982年には全電通委員長に選出された。

## 労働戦線統一
1970年、全逓委員長の宝樹文彦が労働戦線統一を提唱する。1972年の総選挙での共産党の躍進と民社党の後退がこの提唱を無力化したため、この呼びかけはうまくいかなかった。だが山岸もまた、労働戦線が総評・社会党ブロックと同盟・民社党ブロックに分かれて対立することが続けば、労働組合の発言力は弱いまま、自由民主党（自民党）に取って代わることのできる野党がいつまでも育たない、と考えて労働戦線統一のために動いた。
労働戦線統一のためには、西側世界での世界的な労働組合の連合体である国際自由労連 (ICFTU) に加盟しておく必要があると考えた山岸は、1978年に全電通を国際自由労連に加盟させた。さらに全電通のPTTI加盟も実現し、1985年にはその会長に就任している。こうして全電通と国際的な労働団体との関係を深め、全電通の発言力を強化する一方、1978年には労働社会問題研究センターを立ち上げ、森田実を編集長とする『社会労働評論』を11年間にわたって発行し、国内で労働戦線統一の機運を高めるよう尽力した。
1985年の電電公社民営化に際しては、全電通の組織を温存するため「民営化賛成・分割反対」の姿勢で政府に臨み、NTTの分割を阻止した。一方、国鉄労働組合は最後まで「分割民営化両方反対」の強硬路線を貫いたため、強硬路線に付いていけない組合員の離反を招き、事実上崩壊した。
1987年に民間労組が先行して全日本民間労働組合連合会を結成すると、その副会長・会長代理に選出され、1989年に国公関連労働組合連合会（官公労）も含んだ日本労働組合総連合会（連合）が結成されると、その初代会長に選出された。

## 政界再編
組合員800万人の巨大組織の指導者となった山岸はその組織力を背景に、政権交代のある政治制度を構築するための政治改革に乗り出した。1989年の参議院選挙では、日本社会党・公明党・民社党の三党協力のための受け皿として、連合の会を結成して参院選に候補を擁立、この中から11名を当選させて国会に送り込み（参議院会派は「連合参議院」）、社公民連合を推し進めた。しかしPKO協力法の審議で社会党が強硬路線をとったため、公明党は連合の会の支援から手を引き、1992年の参議院選挙では一転して連合の会公認候補が全員落選し、連合主導で東京都選挙区で擁立した無所属の森田健作1人の当選にとどまる惨敗を喫した（その森田も民社党会派を経て1994年に自民党へ移っている）。
1991年東京都知事選挙では、自民党が推す磯村尚徳に社公民三党が相乗りすることで、社公民の関係を強化しようと考えた。しかし社会党の土井たか子委員長は「（磯村擁立を進めたのが自民党の小沢一郎なので）反小沢」を理由に自民との相乗りを拒み独自に大原光憲を擁立したため、磯村は現職の鈴木俊一の再選を阻止できず、この目論見も失敗した（さらに社会党が擁立した大原は、日本共産党が擁立した畑田重夫にも敗れて4位に沈み、供託金没収となる惨敗であった）。
1992年、自民党竹下派が分裂すると、小沢一郎と羽田孜が山岸に接近し、野党結集による政権交代のための協力を要請した。山岸の仲介で、社公民三党や社会民主連合（社民連）は小沢・羽田とともに非自民・反共産政権（山岸は自民党以上に共産党を嫌っていて、あえてこの表現をしていた）を樹立することに合意し、新政権の政策も練り上げられた。また、連立政権の障害となり得る強固な護憲派社会党議員については選挙協力をしないなど「選別」を行い、露骨に圧力を掛けた。標的にされた代表的な議員としては上田哲がいる。
1993年の総選挙では、自民党も野党連合も過半数を制することはできず、新党で勢力を伸ばした日本新党と新党さきがけがキャスティング・ボートを握った。両党は小選挙区比例代表並立制の導入を協力の条件とした。山岸は小選挙区比例代表並立制の導入は社会党を崩壊に導くと危惧したが、与党間の候補者調整が「解毒剤」の役割を果たすと判断し、日本新党・新党さきがけとの連立を社会党に呼びかけた。こうして日本新党代表の細川護熙を首班とする細川内閣が成立した。
だが1994年、細川首相は突如辞任し、新生党代表で細川内閣の副総理・外務大臣であった羽田孜を後継首班とする羽田内閣が成立した。山岸は社会党を追い詰めないよう羽田首相に進言したが、社会党以外の連立与党が新会派「改新」を結成し、露骨に社会党外しの姿勢を見せたため、日本社会党は連立を離脱した。山岸は羽田首相に対しては首相以外の大臣総入れ替え、社会党に対しては連立復帰を促した。しかし山岸の外遊中に、日本社会党の村山富市、野坂浩賢など村山グループは自民党に働きかけ、自社さ連立政権により村山を首班とする村山内閣を成立させた。背景には連合内部における民社党系と社会党系の労働組合による派閥対立があったとされる。
「不倶戴天」の敵だった自民党と社会党が連立内閣を構成することに山岸は最初から反対だったため、連合は村山内閣に対して是々非々の対応を決定し、全面的な支援は行わなかった。後に自民党議員からテレビ番組の収録中に、自社連立の話は社会党からもたらされたことを聞かされ、山岸は番組中で烈火の如く怒っている。また山岸は後に、細川政権については「小沢一郎に毒饅頭を食わされた。」と小沢を批判するコメントをしている。
一方、改憲容認・反共主義を採ったことや、連合の成立により「労働運動が自民党に丸め込まれた」などの考えから、左派を中心に山岸への批判は少なくない。かつて日本社会党員でもあった山岸は、細川政権下で開かれた社会党大会に出席しようとしたところ、不満を持った党員から背広を引きちぎられるほどの妨害を受けたという。

## 晩年
山岸は1994年に連合会長を辞任した。しかし表舞台を退いた後も労働界の実力者であったため、与野党の有力政治家が接触を求めたという。また民主党結党に影響力を行使するなどしたが、山岸は「連合は民主党と運命共同体になってはいけない。他の野党だって政策で一致する政党があれば協力してもいい」と語っていた。
また、連合会長就任直後に胃がんであることが判明し手術を受けていた。
2016年4月10日、老衰のため、死去した。86歳没。死没日付をもって従三位に叙された。

## 江田父子との交流
山岸は1954年に左派社会党に入党し、1960年代からは社会党江田三郎派の活動家として活躍し、大阪を江田派の拠点とするために尽力している。1977年、江田三郎が社会党を離党したとき、山岸は江田の離党に反対で、江田と一時連絡を取らなかった。しかしその直後に江田三郎が急死したため晩年に相談に乗れなかったことを悔い、山岸は贖罪のため江田三郎の息子の江田五月や、江田五月が党首を務める社会民主連合（社民連）の国会議員の選挙の面倒を見た。
1993年に細川内閣が発足したとき、連立与党の党首は全員入閣することが決まったが、社民連は議席数が少なかったため江田五月の入閣は見送られていた。山岸は連立与党の実力者であった小沢一郎に掛け合って、江田五月を科学技術庁長官として入閣させてもらうことに成功したが、江田五月はそのポストを「つまらない」と不満を示したため、山岸は江田五月の慢心を厳しくいさめたと言う。